# Untertageanlage Lorch-Wispertal
Die ehemalige militärische Untertageanlage (UTA) Lorch-Wispertal der Bundeswehr liegt in der Nähe von Lorch im Wispertal und wurde als Geräte(haupt)depot genutzt. Der Bau dieser Anlage dauerte zwölf Jahre (1962–1974). Die Anlage ist von der Außenwelt hermetisch abschließbar. Insgesamt mussten zur Schaffung des Stollensystems etwa 290.000 m³ Stein aus dem Berg gebrochen werden. Der Bau der Anlage kostete bis 1974 etwa 78 Millionen DM. Das Gerätehauptdepot Lorch-Wispertal ist seit dem 31. Dezember 2008 offiziell geschlossen.

## Geografische Lage

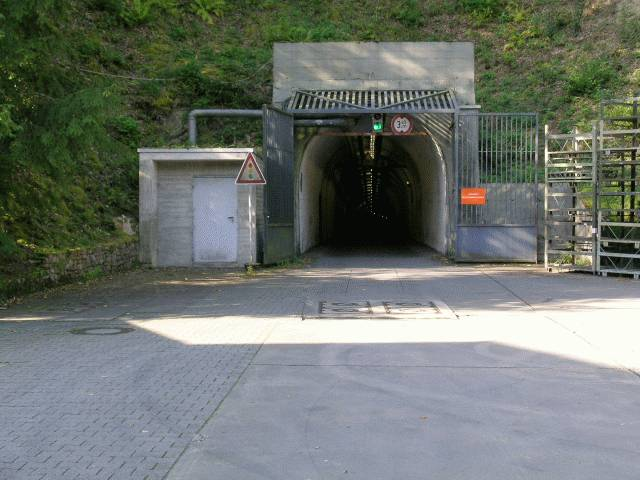
Einfahrt Ost in die Untertageanlage

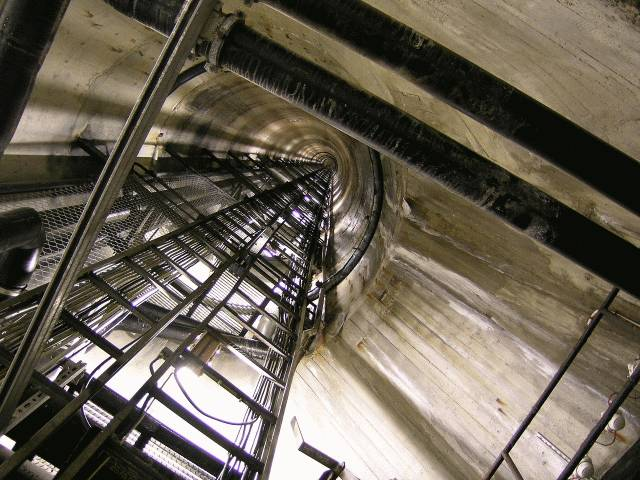
Frischluftschacht und gleichzeitig Notausstieg

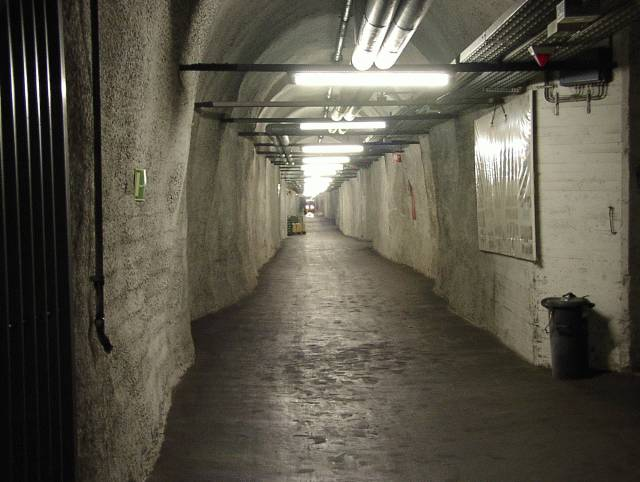
Lagerstraße 1

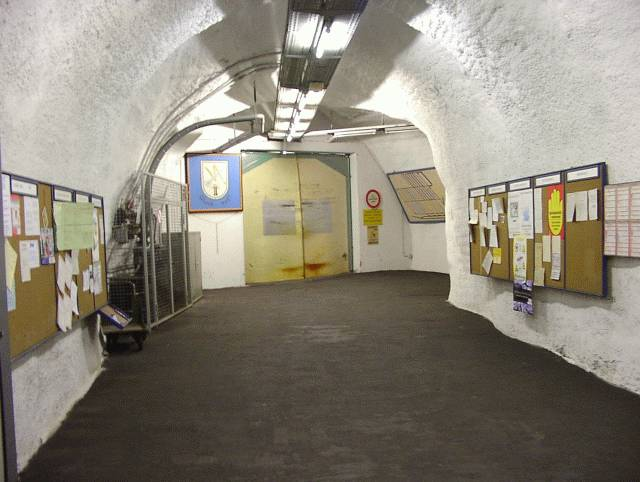
Personenschleuse

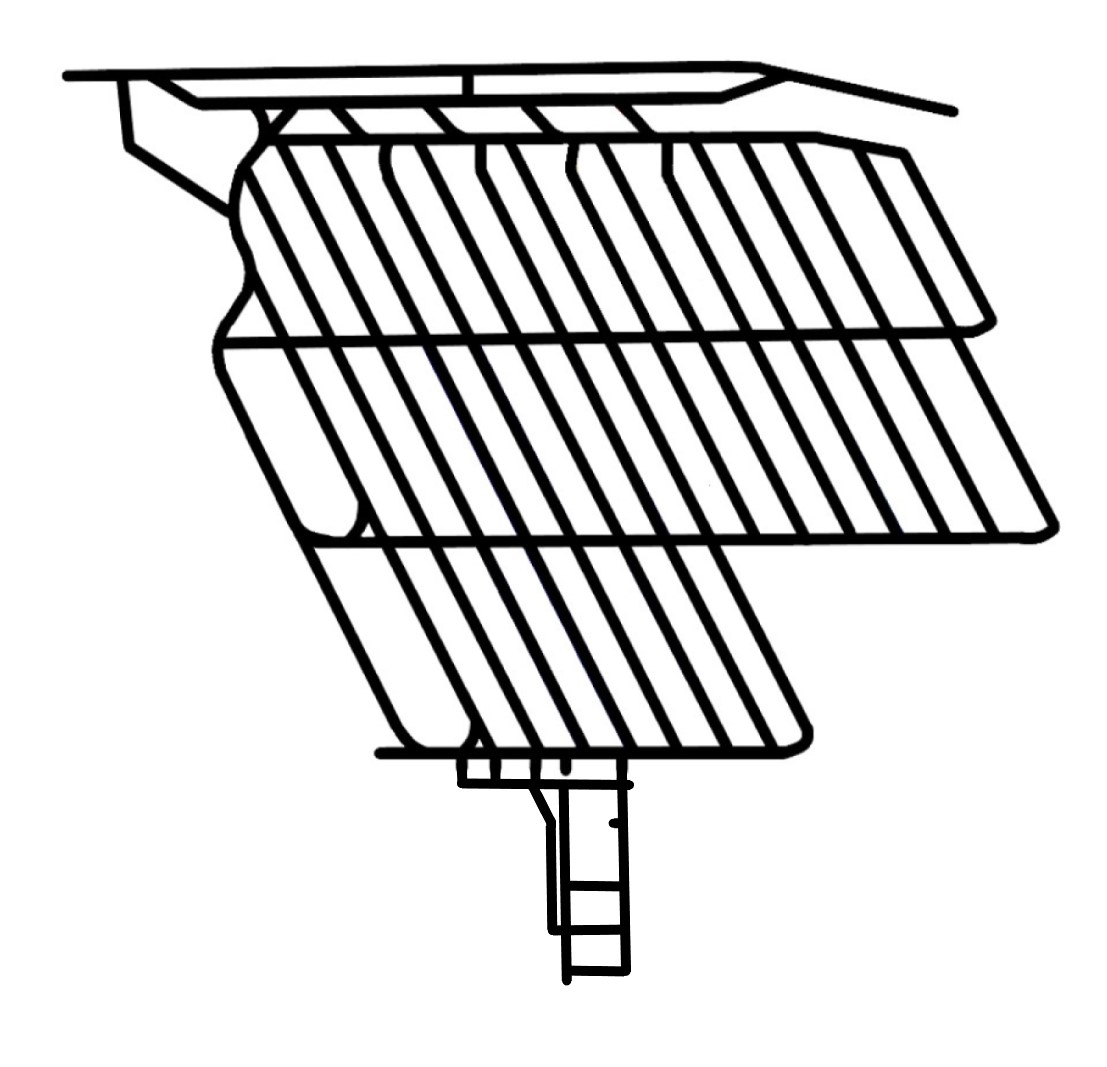
Stollensystem des ehemaligen Gerätehauptdepot der Bundeswehr Lorch

Die Untertageanlage befindet sich als Felshohlraumbau im Ranselberg. Ein von Ost nach West durch den Ranselberg führender Hauptverkehrsstollen verläuft – ständig abfallend – in etwa zwei km Länge vom Röderfell / Wolfsloch zum Tiefenbachtal. Die Portale sind von der Landstraße Lorch – Bad Schwalbach (L 3033, Einfahrt) und Ransel (L 3397, Ausfahrt) erreichbar. Die Maße des Hauptverkehrsstollens ermöglichten den Verkehr mit Lastkraftwagen bis 3,30 m Höhe und 4,00 m Breite.

## Entstehungsgeschichte
Obwohl nach dem Zweiten Weltkrieg und der Gründung der Bundesrepublik Deutschland der Wiederaufbau einen wirtschaftlichen Aufschwung (sog. Wirtschaftswunder) brachte, profitierte die Gemeinde Lorch am Rhein hiervon zunächst nicht. Viele Einwohner pendelten daher zur Arbeit in benachbarte Gebiete. Mit der Bildung der Bundeswehr nahm die Gemeinde 1957 Gespräche mit dem Ziel auf, die Ansiedlung einer Kaserne zu erreichen, um dadurch vor Ort zu einer wirtschaftlichen Verbesserung beizutragen und Beschäftigungsmöglichkeiten zu schaffen. Konkret wurden neben einem Baugelände für eine Kasernenanlage und einem Übungsgelände weitere Flächen für Depotanlagen auf und im Ranselberg sowie im Ranseler Wald und Wohnungsbauten für die Bundeswehrbediensteten angeboten. Die Verhandlungen mit der Bundeswehr führten dazu, dass eine Kasernenanlage mit Selbstschutzbunker, ein Übungsplatz mit Schießstand, ein Munitionsbehelfslager, Untertage-Munitionsdepots, ein Heeresmischdepot für Gerät, Verpflegung und Bekleidung, ein Teildepot für Kraftstoffe mit LKW-Ladestelle sowie ein Sanitätsdepot errichtet werden sollten. Zudem war an den Bau eines neuen Wohngebietes gedacht. Nachdem der Magistrat bereits die Stationierung der Bundeswehr befürwortet hatte, stimmte der Gemeinderat am 11. Mai 1959 diesem Vorhaben ebenfalls zu. 1960 richtete die Hessische Staatsbauverwaltung in Lorch eine Bauverwaltung ein, die sich für Planung und Bau des gesamten Vorhabens verantwortlich zeichnete. 1962 begannen die Arbeiten zur Errichtung des Gerätedepots Lorch-Wispertal.

## Aufbau und Infrastruktur
Die Anlage liegt schief im Berg: je 1 % von Süden nach Norden und 1 % von Osten nach Westen abfallend, um den Entsorgungsfluss zu gewährleisten. So würde auch eventuell eindringendes Wasser abgeleitet werden.
Im äußersten Süden der Anlage befand sich die Schalt- und Maschinenzentrale, von der aus zwei Luftschächte – ein Frischluftschacht sowie ein Abluftschacht – 200 m senkrecht zur Kuppe des Ranselberges führen. Der Frischluftschacht ist gleichzeitig als Notausstieg ausgebaut.
Die Länge der Lagerstraßen und Verkehrswege beträgt etwa 10 km. Zur statischen Befestigung ist Stahlgewebe durch Felsanker an den Stollenwänden befestigt und mit Spritzbeton ausgefüllt und abgedeckt.
Die Anlage beinhaltet 35 Stollenkammern von je etwa 100 m Länge in fünf unterschiedlichen Profilbreiten von 5,60 m bis 9,64 m und Profilhöhen von 4,80 m bis 8,36 m. Einige dieser Stollenkammern waren speziell für Verwaltungs-, Sozial-, Materialerhaltungs- und Instandsetzungszwecke sowie als Unterkünfte, zum Teil zweistöckig gestaltet und technisch eingerichtet. Die Verkehrs- oder auch Lagerstraßen genannt, umlaufen und durchschneiden das gesamte Stollensystem. Ein im Innern des Berges vom Hauptverkehrstollen abzweigender und wieder einmündender Stollen mit fünf Umschlagskammern (gleichzeitig als Klimaschleusen ausgeführt) diente dem Materialumschlag in die Lagerbereiche und aus ihnen hinaus. Die Klimaschleusen trennen den inneren klimatisierten Bereich von den nicht klimatisierten (zu den Portalen führenden) Verkehrswegen.
Die Untertageanlage benötigte besondere technische Betriebseinrichtungen. In der Maschinenzentrale waren unter anderem zwei Klimaanlagen installiert, die eine durchschnittliche Temperatur von 19 bis 21 °C und eine Luftfeuchtigkeit von etwa 60 % ermöglichten. Die Klimatisierung (Bewetterung) erfolgte hauptsächlich durch zentrale Umluftventilatoren, die eine Leistung von 250.000 m³/h erbrachten. Zur Auffrischung der Umluft wurden durch den Frischluftschacht etwa 30 % der Luft ständig erneuert.
Zur Betriebsstoffversorgung waren in einem Betriebsstollen 200.000 Liter Heizöl, sowie 200.000 Liter Dieselkraftstoff gelagert.

## Notversorgung

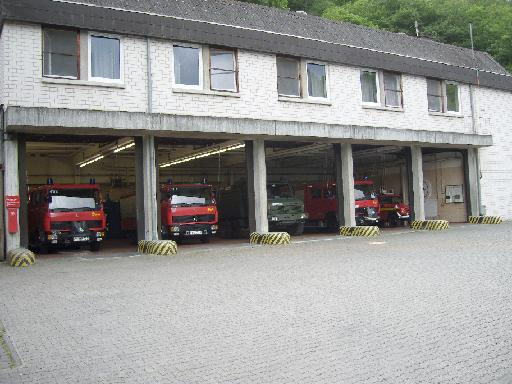
Bundeswehr-Feuerwache vor der Untertageanlage Lorch-Wispertal

Eine hauptberufliche Bundeswehrfeuerwehr führte den abwehrenden und vorbeugenden Brandschutz sowie die technischen Hilfeleistungen in der militärischen Untertageanlage (UTA) durch. In der Anlage waren über zweitausend Ionisationsrauchmelder installiert, die in der außerhalb gelegenen Feuerwache mittels einer computergesteuerten Meldeanlage überwacht wurden.
Die vorhandene Luft, die durch die Klimaanlage eingespeist wurde, betrug 165.000 m³. In der Belüftungseinrichtung waren Ionisationsfühler als Rauchwarn- und Meldeanlage installiert. Bei auftretenden Kampfstoffen im Belüftungsschacht wurde die Luftzuführung automatisch über eine ABC Filteranlage gewährleistet.
Bei Ausfall der Stromversorgung wurde innerhalb einer Minute automatisch auf Dieselnotstromaggregate (3 Stück) mit je 580 kVA umgeschaltet. Zwischenzeitlich setzte automatisch die Notbeleuchtung ein.
Der Ölvorrat (Heizöl/Diesel) betrug 400.000 Liter. Dieser Betriebsstollen war mit einer Feuerlöschanlage mit 1.000 kg BC-Pulver ausgestattet, die durch Tasterschaltung per Hand oder automatisch mit einer thermisch wirksamen mechanischen Einrichtung (Schmelzlot) ausgelöst werden konnte.
In der Untertageanlage waren 500.000 Liter Löschwasser, das in eine fest installierte Ringleitung mit Wandhydranten eingespeist werden konnte, sowie 70.000 Liter Trinkwasser vorhanden.

## Nutzung durch die Bundeswehr
Am 1. April 1972 nahm das Gerätedepot Lorch-Wispertal, zwei Jahre vor der endgültigen Fertigstellung, seine Arbeit auf.
In den 1980er Jahren war im Depot der Datenfernübertragungstrupp 850/4 stationiert.
Als Geräteeinheiten bestanden seit 1989 bis 1993 der Depot-Wach- und Sicherungszug Gerätedepot Lorch-Wispertal und der Depotumschlagzug Gerätedepot Lorch-Wispertal.
Vom 1. Januar 1988 bis zum 31. Dezember 2008 verrichtete die Bundeswehr-Feuerwehr, vormals als Brandschutzgruppe Gerätedepot Lorch-Wispertal die 1993 umbenannt wurde, beim Gerätehauptdepot Lorch-Wispertal ihren Dienst. Sie wurde ebenfalls mit der Schließung des Depots am 31. Dezember 2008 aufgelöst.
Während mit dem Ende des Kalten Krieges die in der Nähe befindliche Rheingau-Kaserne 1993 aufgegeben wurde, erfuhr das Gerätedepot am 1. Oktober 1993 eine Umstrukturierung zum Gerätehauptdepot Lorch-Wispertal.
Vom 1. Oktober 1993 bis zum 30. September 1997 war das Feldpostamt Lorch-Wispertal im Gerätehauptdepot untergebracht.
2003 wurde bekannt, dass im Zuge der "Neuordnung der ortsfesten logistischen Einrichtungen der Streitkräfte" das Bundesverteidigungsministerium das Gerätehauptdepot 2008 schließen wolle. Gegen die Entscheidung des damals unter Leitung von Peter Struck (SPD) stehenden Ministeriums regte sich aus der CDU Widerstand. Doch auch der Regierungswechsel in Berlin 2005 und die Übernahme des Amtes des Bundesverteidigungsministers durch Franz Josef Jung (CDU) änderte nichts daran. Zum 31. Dezember 2008 gab die Bundeswehr das Depot auf.

## Konversion
Bereits vor Aufgabe des Gerätehauptdepots mit den Munitionslagern suchte die Bundesanstalt für Immobilienaufgaben Investoren für eine zivile Nachnutzung. Das Gerätedepot wurde mit einer Grundstücksfläche von rd. 48.000 Quadratmetern und einer Gebäudenutzfläche von rd. 1.700 Quadratmetern angeboten.  Der Verkauf des Depots gestaltete sich jedoch schwierig. Eine Vermarktung gelang trotz europaweiter Ausschreibung nicht. Die Anlage soll zurückgebaut werden.